# Pascal (unidad)
El pascal (símbolo Pa) es la unidad de presión del Sistema Internacional de Unidades. Se define como la presión que ejerce una fuerza de 1 newton sobre una superficie de 1 metro cuadrado normal a la misma. Es la unidad de presión  derivada del SI que se utiliza para cuantificar la presión interna, la  tensión, el módulo de Young y la  resistencia máxima a la tracción.
La unidad de medida llamada atmósfera estándar (atm) se define como 101 325 Pa.
Las observaciones Meteorológicas suelen informar de la presión atmosférica en hectopascales según la recomendación de la Organización Meteorológica Mundial, por lo que una atmósfera estándar (atm) o presión atmosférica típica a nivel del mar es de aproximadamente 1013 hPa. En Estados Unidos se suelen utilizar pulgadas de mercurio o milibares (hectopascales). En Canadá estos informes se dan en kilopascales.

## Etimología
La unidad lleva el nombre de Blaise Pascal , conocido por sus contribuciones a la hidrodinámica y la hidrostática, y sus experimentos con un barómetro. El nombre pascal fue adoptado para la unidad SI newton por metro cuadrado (N/m²) por la 14.ª Conferencia General de Pesos y Medidas en 1971.
Las  observaciones meteorológicas generalmente informan la presión atmosférica en hectopascales según la recomendación de la Organización Meteorológica Mundial, por lo tanto, una atmósfera estándar (atm) o una presión atmosférica típica a nivel del mar es de aproximadamente 1013 hPa (pronunciado "diez trece"). Los informes en los Estados Unidos suelen utilizar  pulgadas de mercurio o  milibares (hectopascales). En Canadá, estos informes se dan en kilopascales.

## Historia
Blaise Pascal (1623-1662) fue un filósofo y científico francés que, entre otras cosas, se ocupó del comportamiento de los fluidos y desarrolló fundamentos como el concepto de presión y vacío. Ya en la 5.ª  Conferencia General de Pesos y Medidas en 1913, se propuso el nombre “pascal” para una unidad de presión, que debía tener el valor 10 N/cm² (esta es la presión que luego se denominó 1 bar). Sin embargo, no se tomó la decisión correspondiente.
Incluso cuando se introdujo el sistema SI en 1960, todavía no había un nombre separado para la unidad de presión; uno usó "newtons por metro cuadrado". Sin embargo, este nombre largo resultó difícil de manejar, especialmente porque 1 N/m² es una presión muy pequeña. En la industria europea, la unidad bar (1 bar = 105 N/m²), que corresponde bastante a la presión de una atmósfera, se usaba cada vez más, y en meteorología la unidad milibar era común. Para evitar múltiplos decimales como 105 como factores de conversión en el sistema SI, la unidad derivada N/m² recibió el nombre de pascal en la 14.ª Conferencia General sobre Pesos y Medidas en octubre de 1971.
La unidad se estableció como unidad legal en Alemania ya en 1969. En meteorología, el pascal se introdujo el 1 de enero de 1984.

## Definición
Se define como la presión que ejerce una fuerza de 1 newton sobre una superficie de 1 metro cuadrado normal a la misma.
La unidad, que lleva el nombre de Blaise Pascal y equivale a 10 barie (Ba) en el sistema CGS. La unidad de medida denominada atmósfera estándar (atm) se define como 101 325 Pa. y su fórmula es:

{\displaystyle 1{\text{ Pa}}={\frac {\text{N}}{{\text{m}}^{2}}}={\frac {\text{J}}{{\text{m}}^{3}}}={\frac {\text{kg}}{{\text{m}}\cdot {\text{s}}^{2}}}}

Equivale a 10–5 bar, 10 barias, a 9,86923·10–6 atmósferas y a 1,01971621·10-4 metros de columna de agua. En muchas aplicaciones prácticas se usan frecuentemente el kilopascal (kPa = 103 Pa) y el megapascal (MPa = 106 Pa)
La unidad fue nombrada en homenaje a Blaise Pascal, eminente matemático, físico y filósofo francés.

## Múltiplos del SI
A continuación una tabla de los múltiplos y submúltiplos del Sistema Internacional de Unidades.
| Submúltiplos                                   | Submúltiplos | Submúltiplos |         | Múltiplos | Múltiplos    | Múltiplos |
| Valor                                          | Símbolo      | Nombre       | Valor   | Símbolo   | Nombre       |           |
| 10−1 Pa                                        | dPa          | decipascal   | 101 Pa  | daPa      | decapascal   |           |
| 10−2 Pa                                        | cPa          | centipascal  | 102 Pa  | hPa       | hectopascal  |           |
| 10−3 Pa                                        | mPa          | milipascal   | 103 Pa  | kPa       | kilopascal   |           |
| 10−6 Pa                                        | µPa          | micropascal  | 106 Pa  | MPa       | megapascal   |           |
| 10−9 Pa                                        | nPa          | nanopascal   | 109 Pa  | GPa       | gigapascal   |           |
| 10−12 Pa                                       | pPa          | picopascal   | 1012 Pa | TPa       | terapascal   |           |
| 10−15 Pa                                       | fPa          | femtopascal  | 1015 Pa | PPa       | petapascal   |           |
| 10−18 Pa                                       | aPa          | attopascal   | 1018 Pa | EPa       | exapascal    |           |
| 10−21 Pa                                       | zPa          | zeptopascal  | 1021 Pa | ZPa       | zettapascal  |           |
| 10−24 Pa                                       | yPa          | yoctopascal  | 1024 Pa | YPa       | yottapascal  |           |
| 10−27 Pa                                       | rPa          | rontopascal  | 1027 Pa | RPa       | ronnapascal  |           |
| 10−30 Pa                                       | qPa          | quectopascal | 1030 Pa | QPa       | quettapascal |           |
| Prefijos comunes de unidades están en negrita. |              |              |         |           |              |           |

Esta unidad del Sistema Internacional es nombrada así en honor a Blaise Pascal. En las unidades del SI cuyo nombre proviene del nombre propio de una persona, la primera letra del símbolo se escribe con mayúscula (Pa), en tanto que su nombre siempre empieza con una letra minúscula (pascal), salvo en el caso de que inicie una frase o un título.
Basado en The International System of Units, sección 5.2.

## Unidades estándar
La unidad de medida llamada  atmósfera o atmósfera estándar (atm) es 101 325 Pa (101,325 kPa). Este valor se utiliza a menudo como presión de referencia y se especifica como tal en algunas normas nacionales e internacionales, como la ISO 2787 ( herramientas neumáticas y compresores), la  ISO 2533 (aeroespacial) y la ISO 5024 ( petróleo). Por el contrario, la Unión Internacional de Química Pura y Aplicada (IUPAC) recomienda el uso de 100 kPa como presión estándar al informar las propiedades de las sustancias.
Unicode tiene puntos de código dedicados U+33A9 ㎩ SQUARE PA y U+33AA ㎪ SQUARE KPA en el bloque de compatibilidad CJK 
, pero estos existen solo para la compatibilidad con versiones anteriores con algunos conjuntos de caracteres ideográficos más antiguos y, por lo tanto, están obsoletos.

## Usos
El pascal (Pa) o kilopascal (kPa) como unidad de medida de presión se usa ampliamente en todo el mundo y ha reemplazado en gran medida a la unidad de libras por pulgada cuadrada (psi), excepto en algunos países que aún usan el sistema de medición imperial o en EE.UU,   sistema consuetudinario , incluidos los Estados Unidos.
Los  geofísicos utilizan el gigapascal (GPa) para medir o calcular tensiones y presiones tectónicas dentro de la Tierra .
La elastografía médica mide la rigidez del tejido de forma no invasiva con imágenes de ultrasonido o resonancia magnética y, a menudo, muestra el módulo de Young o el módulo de cizalladura del tejido en kilopascales.
En ciencia e ingeniería de materiales, el pascal mide la rigidez, la  resistencia a la tracción y la  resistencia a la compresión de los materiales. En ingeniería, el megapascal (MPa) es la unidad preferida para estos usos, porque el pascal representa una cantidad muy pequeña.
| Material          | Módulo de Young (GPa) |
| ----------------- | --------------------- |
| Nylon 6           | 2–4                   |
| Fibra de cáñamo   | 35                    |
| Aluminio          | 69                    |
| Esmalte dental    | 83                    |
| Cobre             | 117                   |
| Acero estructural | 200                   |
| Diamante          | 1220                  |

El pascal también es equivalente a la unidad SI de densidad de energía, el julio por metro cúbico. Esto se aplica no solo a la termodinámica de los gases presurizados, sino también a la densidad de energía de los  campos eléctricos , magnéticos  y  gravitacionales .
El pascal se utiliza para medir la presión del sonido. La  sonoridad es la experiencia subjetiva de la presión del sonido y se mide como un  nivel de presión del sonido (SPL) en una escala logarítmica de la presión del sonido en relación con alguna presión de referencia. Para el sonido en el aire, se considera que una presión de 20 μPa está en el umbral de audición para los humanos y es una presión de referencia común, por lo que su SPL es cero.
La  hermeticidad de los edificios se mide a 50 Pa.
En medicina, la presión arterial se mide en milímetros de mercurio (mm Hg, muy cerca de un Torr). La presión arterial normal en un adulto es inferior a 120 mm Hg de PA sistólica (PAS) y de menos de 80 mm Hg de PA diastólica (PAD). Convierta mm Hg a unidades SI de la siguiente manera: 1 mm Hg = 0,13332 kPa. Por lo tanto, la presión arterial normal en unidades SI es inferior a 16,0 kPa SBP y menos de 10,7 kPa DBP. Estos valores son similares a la presión de la columna de agua de la altura humana promedio; por lo tanto, la presión debe medirse en el brazo aproximadamente al nivel del corazón.

## Aplicaciones y órdenes de magnitud típicos

### Micropascales
El valor de referencia para el nivel de presión sonora L p  = 0 dB (decibelios) se define como una presión sonora de 20 µPa y se considera el umbral de audición.
Para medir el nivel de presión sonora se utiliza la fórmula:
{\displaystyle L_{P}=20\times \log {\frac {P_{1}}{P_{0}}}}
en donde P1 es la presión sonora eficaz (RMS); P0 es la presión de referencia y se toma como referencia 20 μPa y log es el logaritmo decimal.

### Hectopascal
El hectopascal (hPa) es una unidad de presión que equivale a 100 pascales. Es usado por su equivalencia con el milibar, medida común para expresar la presión atmosférica.

### Kilopascal
El kilopascal (kPa), esto es 103 pascales, es la medida más habitual para indicar la presión de los neumáticos, así como se utiliza en submarinismo.

### Megapascal
El megapascal (MPa), esto es 106 pascales, equivale al N/mm². De uso habitual en ingeniería estructural, la resistencia de materiales y la ingeniería mecánica. Se utiliza generalmente para cálculo de cimentaciones y secciones resistentes en estructuras, donde las resistencias suelen darse en N/mm² y las tensiones o esfuerzos sobre el terreno en MPa.
- 1 MPa = 1 000 000 Pa
- 1 MPa = 1 N/mm²
- 1 MPa = 10,197 kgf/cm[28]